# Soh Hang-suen
Soh Hang-suen, también conocida como So Hung-shuen fue una actriz de TVB. Soh trabajó para TVB durante su Edad de Oro, uniéndose en 1974, y fue más notable por su papel en Looking Back in Anger. Soh operó su propio restaurante vegetariano en Tsim Sha Tsui. Ella murió el 12 de junio de 2013.

## Filmografía
| Año  | Título en inglés          | Título en chino | Papel                          | Notas                                              |
| ---- | ------------------------- | --------------- | ------------------------------ | -------------------------------------------------- |
| 1974 | Hong Kong 73              | 香港73          | Tien Gi's Wife                 |                                                    |
| 1974 | Fun, Hong Kong Style      | 太平山下        |                                |                                                    |
| 1974 | Gossip Street             | 多咀街          | Sissy So                       |                                                    |
| 1974 | Sorrow of the Gentry      | 朱門怨          | Fong Mei                       |                                                    |
| 1974 | From the Underground      | 勾魂艷鬼        |                                |                                                    |
| 1974 | My Darling Love           | 啼笑夫妻        |                                |                                                    |
| 1974 | Everyday is Sunday        | 天天報喜        |                                |                                                    |
| 1976 | Love Cross-Road           | 她的爸的媽媽的  |                                |                                                    |
| 1977 | On Probation              | 出籠            |                                |                                                    |
| 1977 | The Discharged            | 出冊            | Hui Chan                       |                                                    |
| 1978 | Big Leap Forward          | 大躍進          |                                |                                                    |
| 1979 | The Stowaways             | 偷渡來客        |                                |                                                    |
| 1980 | One Step Ahead            | 兵來賊擋        | Nun                            |                                                    |
| 1980 | A Gambler's Story         | 邪鬥串          | Mrs Kwok                       |                                                    |
| 1981 | Man on the Brink          | 邊緣人          |                                |                                                    |
| 1981 | To Sir with Troubles      | 交叉零蛋        |                                |                                                    |
| 1982 | Teenage Dreamers          | 檸檬可樂        | Ms Zeng                        |                                                    |
| 1982 | Brothers from Walled City | 城寨出來者      | La madre de Mei Ling           |                                                    |
| 1982 | Energetic 21              | 衝激21          | Mann's aunt                    |                                                    |
| 1983 | Superstar                 | 天皇巨星        |                                |                                                    |
| 1983 | First Time                | 第一次          | La madre de Foong              |                                                    |
| 1983 | Oh, My Cops!              | 摩登衙門        | Aunt Kau                       |                                                    |
| 1984 | Law with Two Phases       | 公僕            | Señora Policía                 |                                                    |
| 1984 | Destiny's Champion        | 拳擊小子        | Nurse                          |                                                    |
| 1985 | Chase a Fortune           | 吉人天相        | Mahjong amigo de Sunflower     |                                                    |
| 1985 | Puppy Love                | 鬥氣小神仙      | Ching's mom                    |                                                    |
| 1985 | Heart of Dragon           | 龍的心          | Esposa del propietario de Café |                                                    |
| 1986 | The Millionaires' Express | 富貴列車        | La madre de Fong Tin           |                                                    |
| 1986 | Sweet Sixteen             | 甜蜜十六歲      | Principal                      |                                                    |
| 1987 | Happy Bigamist            | 一屋兩妻        | woman caning Hsin              |                                                    |
| 1987 | That Enchanting Night     | 良青花奔月      | Médico de la madre de Siu Fen  |                                                    |
| 1987 | The Romancing Star        | 精裝追女仔      | La madre de Tung Tung          |                                                    |
| 1987 | Flaming Brothers          | 江湖龍虎門      | Nun                            |                                                    |
| 1989 | Perfect Match             | 最佳男朋友      | Mrs Lam                        |                                                    |
| 1989 | The Wild Ones             | 我未成年        | La madre de Jane               |                                                    |
| 1989 | Crocodile Hunter          | 專釣大鱷        | Happy Chiu's mother            |                                                    |
| 1990 | Bullet in the Head        | 喋血街頭        | La madre de Jane               |                                                    |
| 1992 | Once a Black Sheep        | 草莽英雌        | Sor María                      |                                                    |
| 1994 | From Zero to Hero         | 亂世超人        |                                |                                                    |
| 1995 | Happy Hour                | 歡樂時光        | Connie                         |                                                    |
| 2002 | Inner Senses              | 異度空間        | La madre de Siu-yu             |                                                    |
| 2011 | Life Without Principle    | 奪命金          | Cheng Siu-kun                  | Premio Hong Kong Film a la Mejor Actriz de Reparto |

| Año  | Título en inglés                 | Título en chino  | Papel           | Notas |
| ---- | -------------------------------- | ---------------- | --------------- | ----- |
| 1976 | Hotel                            | 狂潮             |                 |       |
| 1978 | The Giants                       | 強人             |                 |       |
| 1979 | The Twins                        | 絕代雙驕         | Yiu-yuet        |       |
| 1979 | The Passenger                    | 抉擇             |                 |       |
| 1979 | The Good, the Bad and the Ugly   | 網中人           |                 |       |
| 1980 | Yesterday's Glitter              | 京華春夢         |                 |       |
| 1980 | Five Easy Pieces                 | 輪流傳           |                 |       |
| 1983 | The Legend of the Condor Heroes  | 射鵰英雄傳       |                 |       |
| 1984 | The Smiling, Proud Wanderer      | 笑傲江湖         |                 |       |
| 1984 | The Duke of Mount Deer           | 鹿鼎記           | To Hung-ying    |       |
| 1984 | Police Cadet '84                 | 新紮師兄         |                 |       |
| 1985 | Police Cadet '85                 | 新紮師兄續集     |                 |       |
| 1987 | Police Cadet 1988                | 新紮師兄1988     |                 |       |
| 1989 | Looking Back in Anger            | 義不容情         | Aunt Wan        |       |
| 1991 | Drifters                         | 怒海孤鴻         |                 |       |
| 1991 | One Step Beyond                  | 老友鬼鬼         |                 |       |
| 1992 | File of Justice                  | 壹號皇庭         | Lora            |       |
| 1993 | File of Justice II               | 壹號皇庭II       | Lora            |       |
| 1993 | The Buddhism Palm Strikes Back   | 如來神掌再戰江湖 | Abbess Kau-kuet |       |
| 1993 | Top Cop                          | 超能幹探SuperCop |                 |       |
| 1994 | File of Justice III              | 壹號皇庭III      | Lora            |       |
| 1995 | Detective Investigation Files    | 刑事偵緝檔案     |                 |       |
| 1995 | The Criminal Investigator        | O記實錄          | Ho Mei-ying     |       |
| 1995 | File of Justice IV               | 壹號皇庭IV       |                 |       |
| 1995 | Detective Investigation Files II | 刑事偵緝檔案II   |                 |       |
| 2000 | Showbiz Tycoon                   | 影城大亨         |                 |       |
| 2000 | A Dream Named Desire             | 美麗傳說         |                 |       |
| 2010 | The Men of Justice               | 法網群英         | Laura           |       |